# Luís Carlos Patraquim
Luís Carlos Patraquim (Lourenço Marques, 26 de març de 1953) és un poeta, autor teatral i periodista moçambiquès.

## Biografia
Refugiat a Suècia en 1973, retornà a Moçambic en 1975, on va treballar al diari A Tribuna. Quan aquest va tancar, va for,ar àrt del grup fundador de l'Agência de Informação de Moçambique (AIM) sota la direcció de Mia Couto.
De 1977 a 1986 treballà a l'Instituto Nacional de Cinema de Moçambique (INC) com a autor de scripts i d'arguments i com a redactor de la publicació cinematogràfic Kuxa Kanema. Juntament amb Calane da Silva i Gulamo Khan va coordinar, entre 1984 i 1986, la Gazeta de Artes e Letras de la revista Tempo.
Des de 1986 resident a Portugal, on col·labora a la premsa moçambiquesa i portuguesa, n guions per a cinema i escriu per a teatre. També és coordinador de la redacció de la revista Lusografias.

## Obras
- Monção. Lisboa e Maputo. Edições 70 e Instituto Nacional do Livro e do Disco, 1980
- A inadiável viagem. Maputo, Associação dos Escritores Moçambicanos, 1985
- Vinte e tal novas formulações e uma elegia carnívora. Lisboa, ALAC, 1992. Prefácio de Ana Mafalda Leite
- Mariscando luas. Lisboa, Vega, 1992. ISBN 972-699-322-9. Com Chichorro (ilustrações) e Ana Mafalda Leite
- Lidemburgo blues. Lisboa, Editorial Caminho, 1997. ISBN 972-21-1144-2
- O osso côncavo e outros poemas (1980-2004). Lisboa, Editorial Caminho, 2005. ISBN 972-21-1674-6
- Pneuma Lisboa, Editorial Caminho, 2009
- A Canção de Zefanías Sforza (romance) Porto, Porto Editora, 2010
- Antologia Poética. Belo Horizonte, Editora UFMG, 2011. Coleção Poetas de Moçambique. ISBN 978-85-7041-910-1
- Karingana
- Vim-te buscar
- D'abalada
- Tremores íntimos anónimos (com António Cabrita)

## Premis
- Premi Nacional de Poesia de Moçambic (1995)